# Gipshöhle Höllern und Gipshügel Sieben Buckel
Die Gipshöhle Höllern und Gipshügel Sieben Buckel ist ein Naturschutzgebiet bei Markt Nordheim, im mittelfränkischen Landkreis Neustadt an der Aisch-Bad Windsheim in Bayern.

## Lage
Das Naturschutzgebiet liegt in der weiten offenen Talmulde des Ehegrundes etwa 1,5 km südlich von Markt Nordheim.

## Beschreibung
Das Gebiet ist ein seit 1986 ausgewiesenes, 10 Hektar großes Naturschutzgebiet und trägt vom Bayerischen Landesamt für Umwelt die Katasternummer NSG-00278.01. Ein Teil des Areals ist auch als Bodendenkmal (D-5-6428-0241, Siedlung der Kaiserzeit) ausgewiesen.
Aufgrund seiner besonderen Flora und Fauna ist es ein europaweit bedeutsames Naturschutzgebiet. Es umfasst zwei unterschiedliche Schutzobjekte, deren Entstehung sich auf die Verkarstung mächtiger Gipsstöcke in den tonigen Myophorienschichten des Gipskeupers zurückführen lässt. 

### Gipshöhle Höllern
Die Gipshöhle Höllern besteht aus zwei ausgedehnten Höhlensystemen. Die Höhle ist als Geotop (575H001) ausgewiesen.
Sie ist die einzige bekannte und wohl größte begehbare Auslaugungshöhle des Gipskeupers im süddeutschen Raum. Die Gänge des Höhlensystems sind am Kluftsystem im Grundgips orientiert und zeigen typische Formen der Gipslösung. Es liegt knapp unter der Oberfläche und zeichnet das Kluftmuster im Grundgips nach. Die Länge der Höhle ist mit 1040 Meter angegeben und sie wird durch die Naturhistorische Gesellschaft Nürnberg betreut.
Das Höhlensystem ist ein Winterquartier für Fledermäuse. Für die Öffentlichkeit ist die Höhle leider nicht zugänglich.

### Sieben Buckel
Südlich der Höhle liegen die Sieben Buckel und säumen kleinflächig die Ränder einer in den Untergrund eingebrochenen Geländerinne. Sie sind ebenfalls als Geotop (575R005) ausgewiesen. 
Die Gipshügel der Sieben Buckel stellen eine Dolinenlandschaft im Grundgips mit zahlreichen kleinen Höhlen dar.

## Flora und Fauna
Hier wachsen Relikte nacheiszeitlicher Steppenheide-Flora mit den charakteristischen Federgräsern. Im April und Mai finden sich hier die goldgelben Blüten des Frühlings-Adonisröschens. Die Blühphasen von Kalk-Astern mit ihren blaulila Zungen- und gelben Röhrenblütenziehen sich bis weit in den September hinein. Die Zwischen- und Randflächen werden extensiv gemäht oder beweidet und Magerrasen kann sich entwickeln.

## Zugang
Das Schutzgelände ist größtenteils frei zugänglich, darf aber abseits der Wege nicht betreten werden. Ein Teil des Geländes ist eingezäunt und wird als Weidefläche genutzt.
Um das Gelände führt ein Weg mit Informationstafeln.
Parkmöglichkeiten gibt es in unmittelbarer Nähe keine. 

## Gefährdung
Durch den industriellen Gipsabbau in unmittelbarer Nähe, ist das Naturschutzgebiet bedroht.

## Bildergalerie

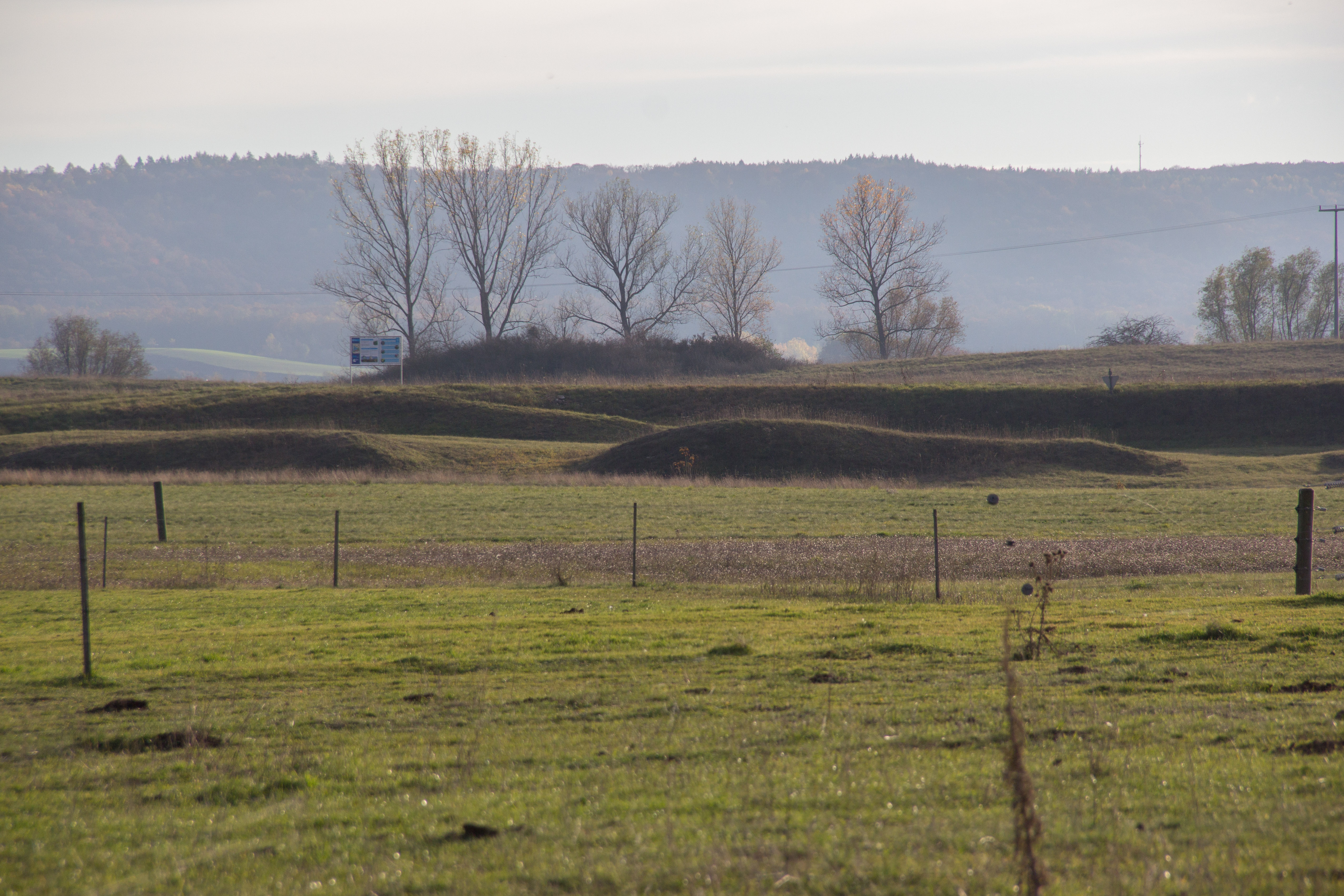
Sicht auf die Sieben Buckel
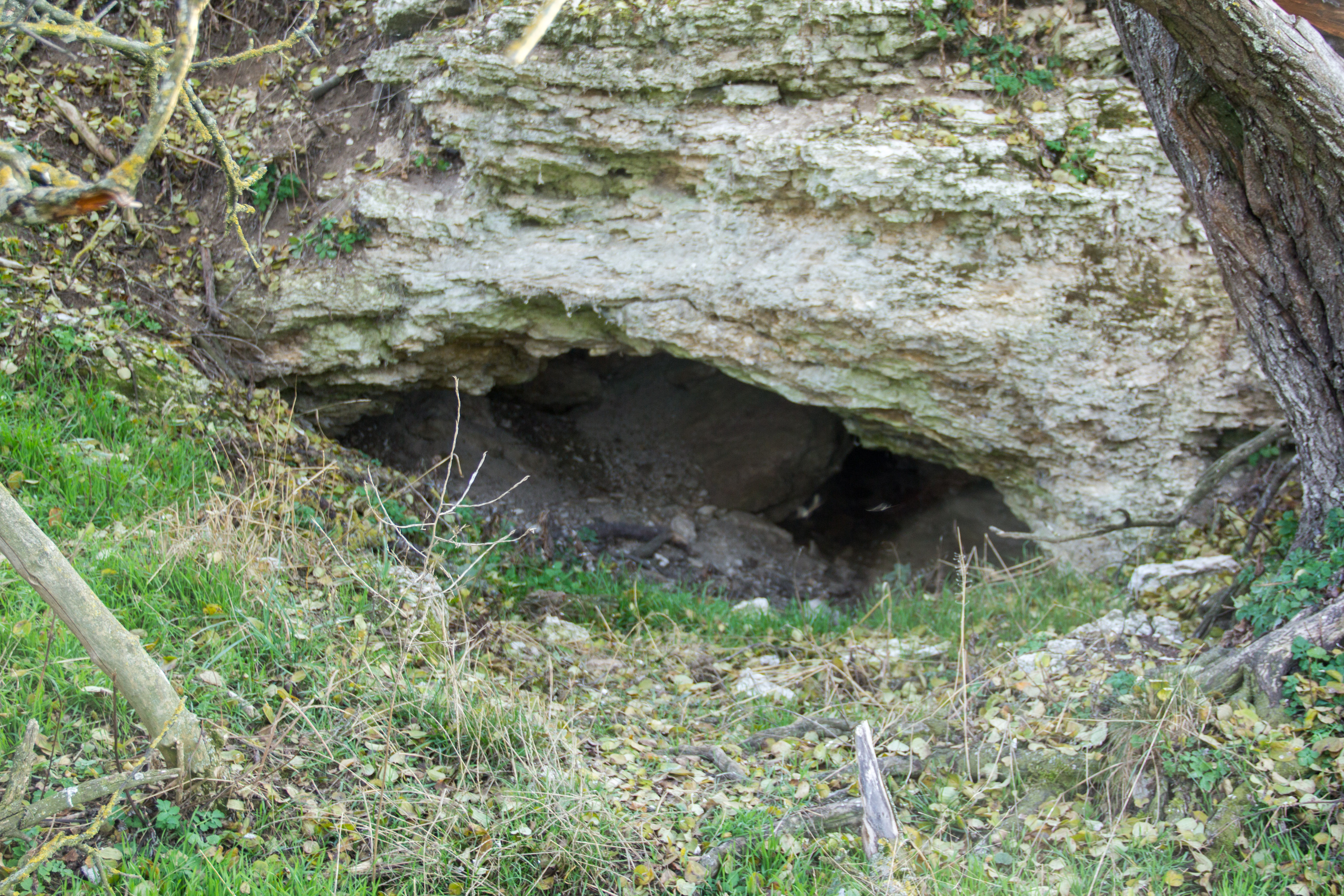
Eingang zur Gipshöhle
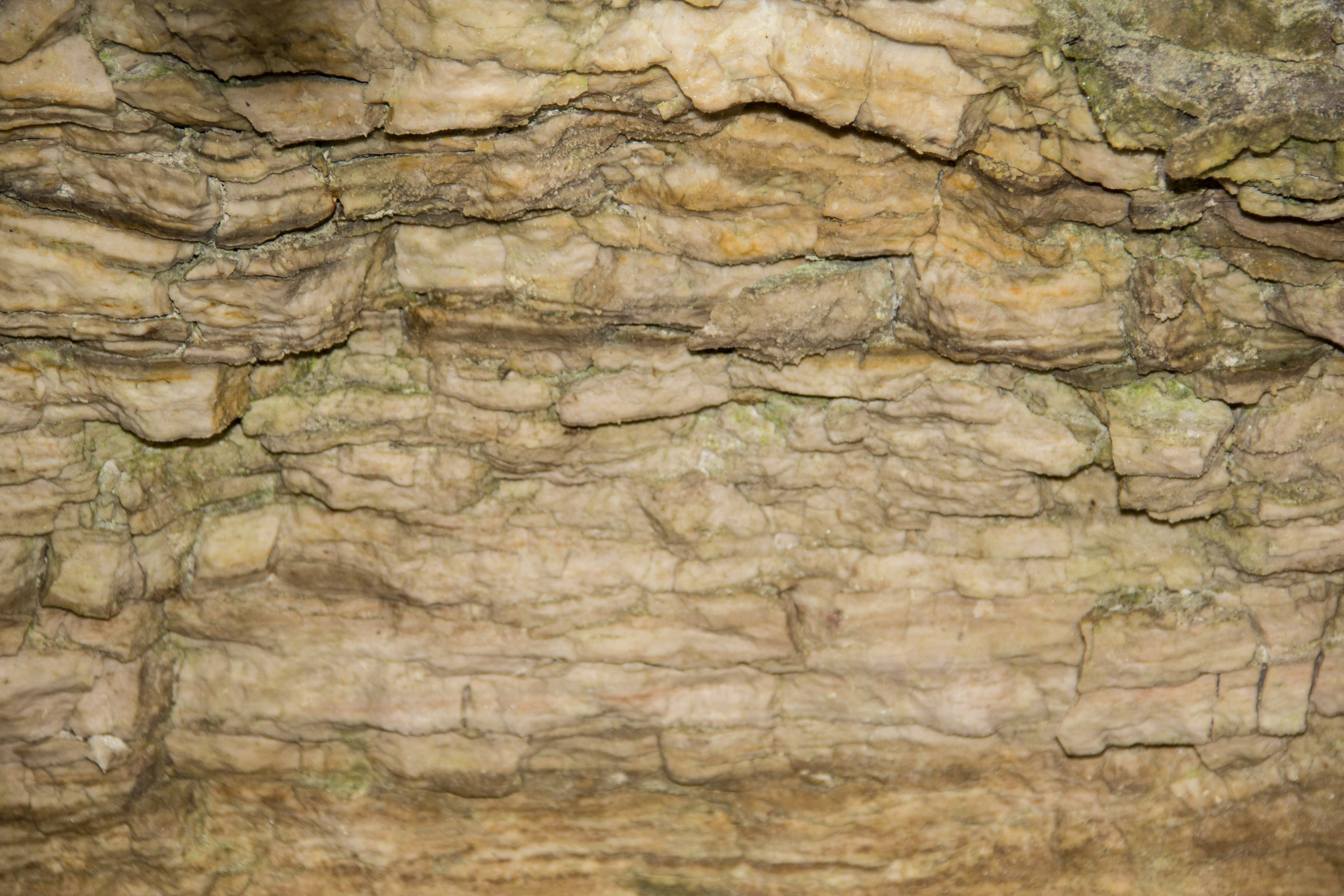
Wände in der Gipshöhle
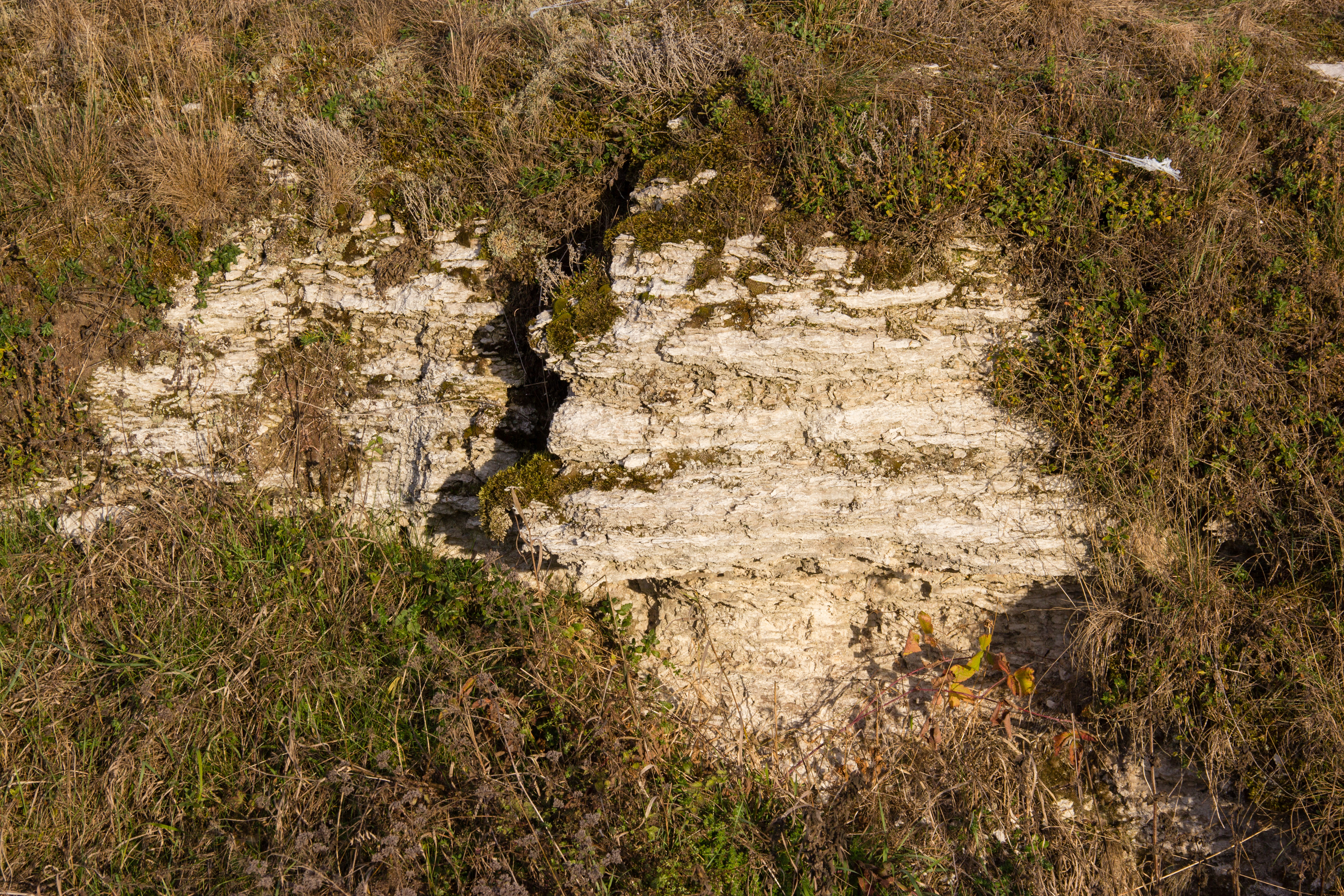
Gips an der Oberfläche
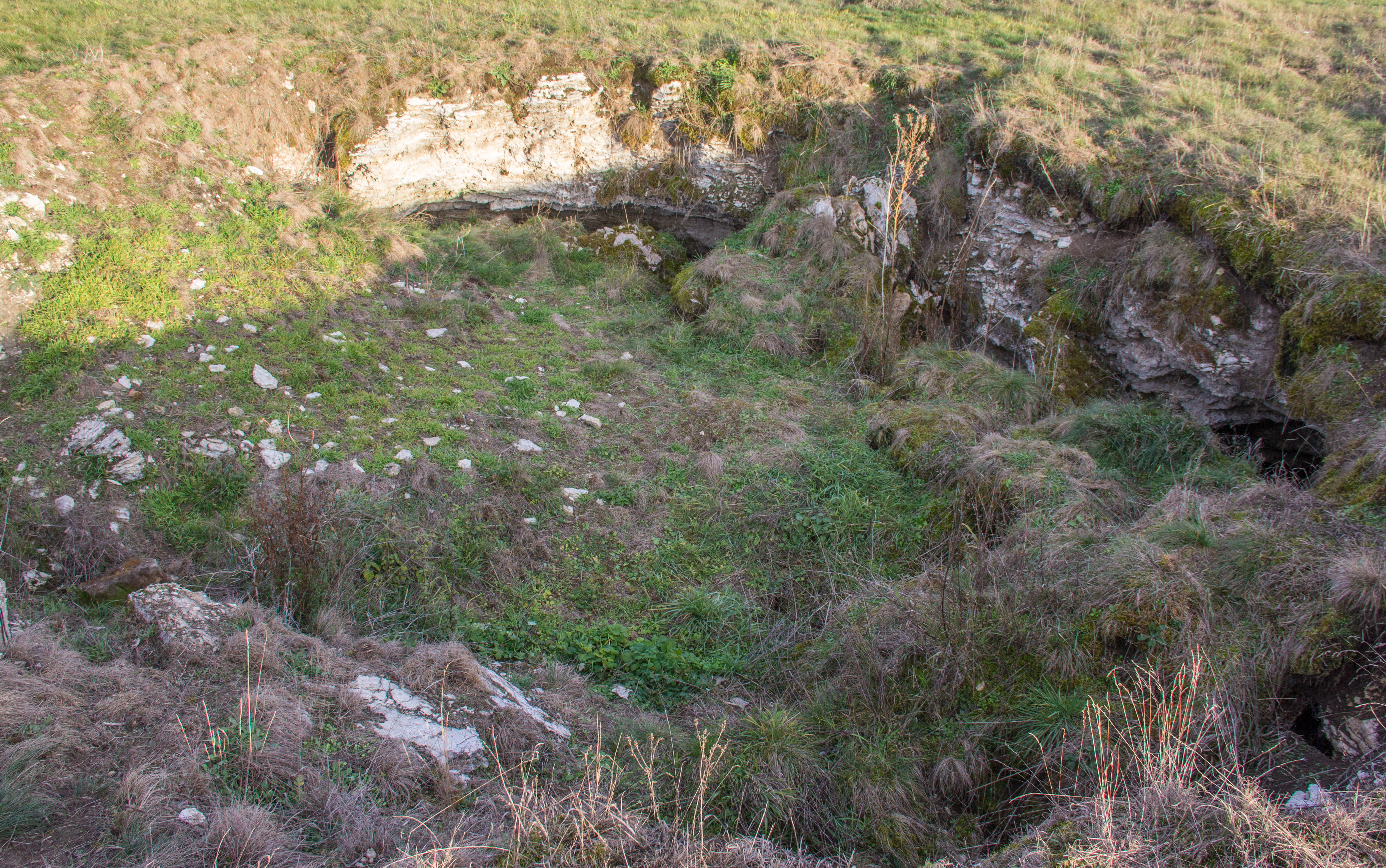
Doline
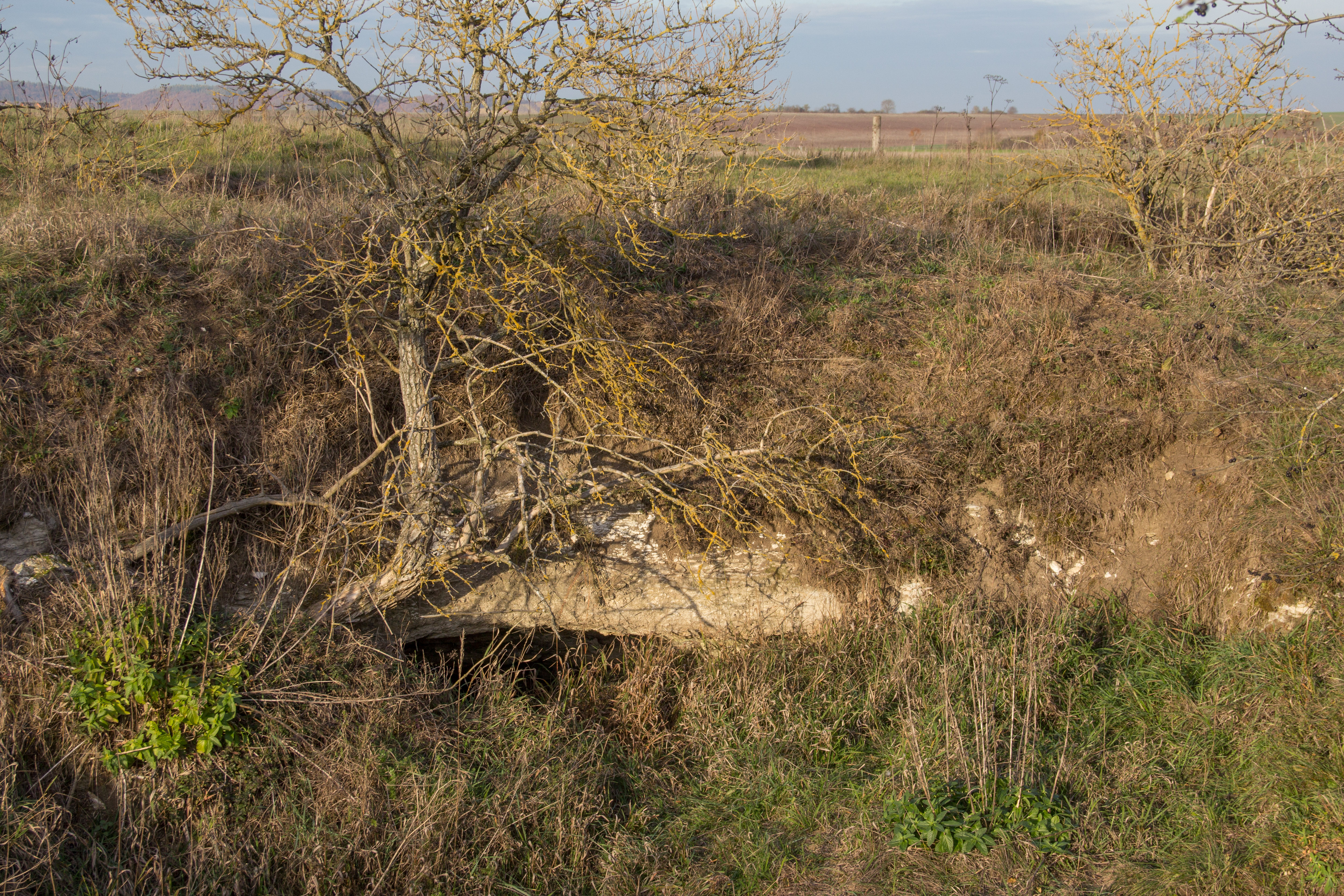
Doline mit Höhleneingang